# Mine de Rocanville
 (mars 2025).
La mine de Rocanville est une mine à ciel ouvert de potasse située en Saskatchewan au Canada. Elle appartient à PotashCorp.